# Association for Women’s Rights in Development

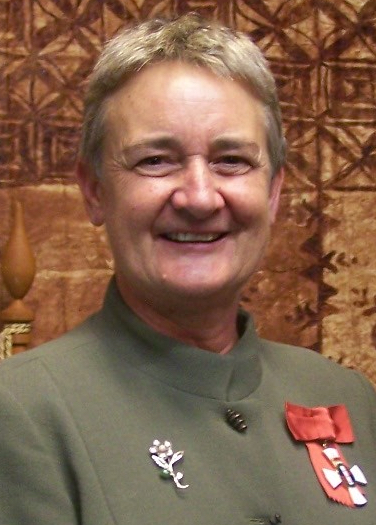
Marilyn Waring

L'Association for Women's Rights in Development (AWID), anciennement connue sous le nom d'Association for Women in Development, est une organisation internationale non gouvernementale qui œuvre pour l'égalité des genres, le développement durable et les droits des femmes. Elle a été créée en 1982 en tant que forum de dialogue pour les universitaires, les politiciens et les employés des organisations d'aide travaillant sur les questions liées aux femmes dans le développement,.

## Histoire et activités
L'économiste féministe Marilyn Waring a joué un rôle central au sein de l'AWID depuis les années 1980 et a été membre du conseil d'administration jusqu'en 2012. Le focus sur la politique de développement a progressivement été élargi pour inclure une approche plus large des droits humains. L'AWID défend un féminisme intersectionnel progressiste et coordonne l'Observatoire de l'Universalité des Droits (OURs), un projet de collaboration avec plus de 20 organisations, y compris Planned Parenthood, qui « observe, analyse, partage des informations sur et collabore pour influencer [...] les initiatives anti-droits qui menacent les systèmes internationaux et régionaux des droits humains » d'un point de vue féministe. Les secrétaires générales sont Faye Macheke, une féministe panafricaine, et Inna Michaeli, une activiste féministe queer et sociologue.
L'organisation avait auparavant son siège à Washington D.C. et dispose maintenant de bureaux à Toronto, Mexico et Le Cap. Elle a reçu des financements d'ONU Femmes et de ses prédécesseurs, de plusieurs agences gouvernementales de développement et de banques de développement, ainsi que de plusieurs fondations progressistes, dont les Open Society Foundations, la Fondation Rockefeller, la Fondation Ford et le Sigrid Rausing Trust. En 2021, l'AWID a reçu un don de 15 millions de dollars de la philanthrope MacKenzie Scott. L'AWID compte des membres dans 180 pays, comprenant des membres individuels et des organisations.
L'AWID travaille pour la justice de genre et les droits des femmes en soutenant les défenseurs des droits humains, les organisations et les mouvements. Ses domaines d'intervention sont « Financement des Droits des Femmes », « Justice Économique », « Contester le Fondamentalisme Religieux », « Défenseurs des Droits des Femmes » et « Activisme des Jeunes Féministes ». Depuis le tournant du millénaire, l'AWID s'efforce de devenir une organisation plus globale en mettant en avant les voix du Sud et des groupes marginalisés. Le forum de l'AWID « Nous ne pouvons pas changer le monde sans nous changer nous-mêmes » en 2005 a défié les idées binaires de genre et a mis en avant les voix et les droits des personnes transgenres. Le forum de l'AWID en 2016 à Bahia, au Brésil, intitulé « Futurs Féministes : Construire un Pouvoir Collectif pour les Droits et la Justice » a réuni 1800 participants et a discuté, entre autres, du féminisme noir dans le cadre du « Black Feminisms Forum ».
L'AWID coordonne l'Observatoire de l'Universalité des Droits (OURs), un projet de collaboration avec plus de 20 organisations qui « observe, analyse, partage des informations sur et collabore pour influencer [...] les initiatives anti-droits qui menacent les systèmes internationaux et régionaux des droits humains » d'un point de vue féministe. Le groupe de travail de l'OURs comprend Planned Parenthood, le Conseil œcuménique des Églises, Muslims for Progressive Values et d'autres organisations. En 2023, l'AWID a coordonné la lettre ouverte « Il n'y a pas de place pour les agendas anti-trans à l'ONU », signée par 550 organisations féministes.